# Macedonia del Norte en los Juegos Olímpicos de Pekín 2022
Macedonia del Norte estuvo representada en los Juegos Olímpicos de Pekín 2022 por tres deportistas que competirán en dos deportes. Responsable del equipo olímpico es el Comité Olímpico Macedonio, así como las federaciones deportivas nacionales de cada deporte con participación.
Los portadores de la bandera en la ceremonia de apertura fueron el esquiador alpino Dardan Dehari y la esquiadora de fondo Ana Tsvetanovska. El equipo olímpico macedonio no obtuvo ninguna medalla en estos Juegos.